# Dawsoniolithon
Dawsoniolithon, rod crvenih algi iz potporodice Floiophycoideae, dio porodice Porolithaceae. Postoje tri priznate vrste
Rod je opisan 2018.

## Vrste
1. Dawsoniolithon conicum (E.Y.Dawson) Caragnano, Foetisch, Maneveldt & Payri - tip
2. Dawsoniolithon gabrielsonii R.A.Townsend & Huisman
3. Dawsoniolithon orbiculatum (T.Masaki) R.A.Townsend & Huisman